# هنریک لارشون
هنریک لارشون (به سوئدی: Henrik Larsson)‏ (تلفظ سوئدی: [ˈhɛnrɪk ˈlɑ:ʂɔn]) (زادهٔ ۲۰ سپتامبر ۱۹۷۱) مربی و بازیکن پیشین فوتبال سوئدی است. لارسون فوتبال حرفه ای را با هگابور آغاز کرد. در سال ۱۹۹۲، او به هلسینگبورگس نقل مکان کرد و در ماه نوامبر سال ۱۹۹۳ به فاینورد رفت و چهار سال در این تیم ماند. در زمان او فاینورد در هلند موفق به کسب دو جام شد. او دو فصل هم برای بارسلونا بازی کرد و با این تیم در سال ۲۰۰۶ قهرمان اروپا شد. وی همچنین با تیم ملی سوئد در جام جهانی ۱۹۹۴ به مقام سوم رسید.
لارشون همچنین سابقه بازی در منچستر یونایتد و مربیگری هلسینگبورگس در لیگ برتر فوتبال سوئد را دارد.
او در سال ۲۰۰۶ نشان امپراتوری بریتانیا را دریافت کرد.